# Stephen Ambrose
Stephen Edward Ambrose (10 de enero de 1936 - 13 de octubre de 2002) fue un historiador estadounidense, biógrafo de los presidentes Dwight D. Eisenhower y Richard Nixon.

## Biografía
Nacido en Lovington (Illinois) en 1936, se doctoró en Historia por la Universidad de Winsconsin en 1960. Entre 1971 y 1995 ejerció la docencia en la Universidad de Nueva Orleans -de la que llegó a ser profesor emérito-, fue fundador y director del National D-Day Museum, instituido en memoria del desembarco de Normandía. Considerado como uno de los mayores especialistas en la Segunda Guerra Mundial, Ambrose es autor de una extensa obra ensayística.
En calidad de asesor técnico-militar, participó en el guion de diversas películas como la producción de Steven Spielberg Saving Private Ryan o la adaptación a la televisión de su obra Band of Brothers.
Galardonado, entre otros, con los premios George Marshall, Abraham Lincoln y The Medal for Distinguished Public Service, la mayor condecoración otorgada a un civil por el Departamento de Defensa de los Estados Unidos. Murió debido a un cáncer de pulmón.

### Fraude con Eisenhower
En la introducción de la biografía de Ambrose de Eisenhower afirmó que Eisenhower tuvo estrechos vínculos luego de la previa biografía de Henry Halleck, pero Tim Rives, director adjunto del Eisenhower Presidential Center, dijo que Ambrose al contactarse con Eisenhower y sugerirle el proyecto, como se muestra en carta de Ambrose hallada en la Biblioteca y Museo Presidencial de Dwight D. Eisenhower.
Luego del deceso de Eisenhower en 1969, Ambrose hizo repetidas afirmaciones de haber tenido únicas, estrechas y extraordinarias relaciones con él en los últimos cinco años del presidente. En una extensa entrevista de 1998, por ejemplo, Ambrose afirma que gastó "mucho tiempo con Ike, realmente centenares y centenares de horas" entrevistando a Eisenhower sobre amplios tópicos, y que había estado "sobre una base diaria por dos años" antes de fallecer "realizando entrevistas y charlando acerca de su vida."  Rives argumenta, que un número de fechas de encuentros que Ambrose cita en su libro de 1970, The Supreme Commander, no concilian con la agenda personal de Eisenhower. Esa agenda presidencial y el teléfono muestra que ambos se encontraron solo tres veces, por un total de menos de cinco horas.

## Trabajos publicados
- Henry Wager Halleck: Lincoln's Chief of Staff (1962)
- Duty, Honor, Country: A History of West Point (Baltimore: Johns Hopkins Press, 1966)
- Eisenhower and Berlin, 1945: The Decision to Halt at the Elbe (New York: W.W. Norton, 1967)[6]
- The Supreme Commander: the War Years of General Dwight D. Eisenhower (New York: Doubleday, 1970)
- Crazy Horse and Custer: The Parallel Lives of Two American Warriors (New York: Doubleday, 1975)
- Ike's Spies: Eisenhower and the Espionage Establishment (New York: Doubleday, 1981)
- Eisenhower (New York: Simon & Schuster, 1984)
- Pegasus Bridge: June 6, 1944 (New York: Simon & Schuster, 1985)
- Richard Nixon (New York: Simon & Schuster, 1991)
- Band of Brothers, E Company, 506th Regiment, 101st Airborne: From Normandy to Hitler's Eagle's Nest (New York: Simon & Schuster, 1992)[7]
- D-Day, June 6, 1944: The Climactic Battle of World War II (New York, Simon & Schuster, 1994)
- Undaunted Courage: Meriwether Lewis, Thomas Jefferson, and the Opening of the American West (New York: Simon & Schuster, 1996)
- Citizen Soldiers: The U.S. Army from the Normandy Beaches to the Bulge to the Surrender of Germany, June 7, 1944 - May 7, 1945 (New York: Simon & Schuster, 1997)
- Rise to Globalism: American Foreign Policy since 1938 (New York: Penguin Books, 1997)
- Americans at War (Jackson: University Press of Mississippi, 1997)
- The Victors: Eisenhower and his Boys - The Men of World War II (New York: Simon & Schuster, 1998)
- An epic American exploration: the friendship of Lewis and Clark × Stephen E. Ambrose. The James Ford Bell Lecture, no. 36. [Minneapolis]: Associates of the James Ford Bell Library, 1998.
- Comrades: Brothers, Fathers, Heroes, Sons, Pals (New York: Simon & Schuster, 1999)
- Nothing Like it in the World: The Men who Built the Transcontinental Railroad, 1863-1869 (New York: Simon & Schuster, 2000)
- The Wild Blue: The Men and Boys who Flew the B-24s over Germany (New York: Simon & Schuster, 2001)
- To America: Personal Reflections of an Historian (New York: Simon & Schuster, 2002)